# Hochstadt am Main
Hochstadt am Main är en kommun och ort i Landkreis Lichtenfels i Regierungsbezirk Oberfranken i förbundslandet Bayern i Tyskland.
Kommunen ingår i kommunalförbundet Hochstadt-Marktzeuln tillsammans med köpingen Marktzeuln.